# Meganophthalmus
Meganophthalmus is een geslacht van kevers uit de familie van de loopkevers (Carabidae). De wetenschappelijke naam van het geslacht is voor het eerst geldig gepubliceerd in 1959 door Kurnakov.

## Soorten
Het geslacht Meganophthalmus omvat de volgende soorten:
- Meganophthalmus irinae Belousov et Zamotajlov, 1999
- Meganophthalmus kravetzi Komarov, 1993
- Meganophthalmus kutaissianus (Zaitzev, 1941)
- Meganophthalmus medvedevi Belousov & Koval, 2009
- Meganophthalmus mirabilis Kurnakov, 1959